# Åbylunds säteri
Åbylunds säteri är ett säteri i Romfartuna socken i Västmanland.

## Historik
1681 utlöstes Åbylund från kronan av översten Johan Gabrielsson Sparfv, adlad Sparfwenfeldt; han ska dock redan ha bebott platsen sedan 1655. Där dog Sparfwenfeldt 1698. Hans son lingvisten och ceremonimästaren Johan Gabriel Sparfwenfeldt övertog sedan Åbylund där han kom att bo tillsammans med sin maka Antoinetta Hildebrand född i den adliga släkten Hildebrand; en målning av honom finns ännu bevarad i byggnaden. 
Säteriet såldes 1775 av majoren Carl Jakob Sparfwenfeldt till brukspatronen Zacharias Pomp. Bland andra bemärkta boende genom tiderna märks Pomps svärson Johan Ludvig Bogislaus von Greiff som flyttade in 1790. 
Byggnaden rustades upp 1847 efter att hovstallmästaren Otto Wilhelm Kuylenstierna flyttade in på Åbylund tillsammans med makan Sophia Albertina Bedoire. Ett år senare, 1848, köpte Gustaf Hedin säteriet, som sedan övertogs av hans son Erik August Hedin.
Gunnar Andersson kom att köpa säteriet 1923, och i dag (2020) består ännu ägandet i familjen Andersson. 

### Det sitter i väggarna
I september 2020 filmatiserades Åbylunds säteri och dess historia i programserien Det sitter i väggarna. I avsnittet fick de nuvarande ägarna, makarna Andersson Patocka, hjälp med att restaurera delar av säteriet.